# Orcevaux
Orcevaux ist eine französische Gemeinde mit 96 Einwohnern (Stand: 1. Januar 2022) im Département Haute-Marne in der Region Grand Est (bis 2015 Champagne-Ardenne). Sie gehört zum Arrondissement Langres und zum Gemeindeverband Auberive Vingeanne et Montsaugeonnais. Die Bewohner werden Orcivalliens genannt.

## Geografie
Die Gemeinde Orcevaux liegt im Süden des Plateaus von Langres, etwa zwölf Kilometer südsüdwestlich von Langres. Das Dorf Orcevaux zieht sich an einem nach Westen geneigten Steilhang oberhalb des Flüsschens Ruisseau de Flagey entlang. der wenige Kilometer weiter südlich in die obere Vingeanne mündet. Das 4,22 km² umfassende Gemeindegebiet ist von einem 100 Höhenmeter über dem Flusstal gelegenen flachen Hochplateau geprägt. Hier wird mit 457 Metern über dem Meer der höchste Punkt in der Gemeinde erreicht. Auf dem windigen Hochplateau im Nordosten wurden fünf Windkraftanlagen installiert. Umgeben wird Orcevaux von den Nachbargemeinden Brennes im Norden, Verseilles-le-Haut im Osten, Verseilles-le-Bas im Südosten, Baissey im Südwesten sowie Flagey im Westen.

## Bevölkerungsentwicklung
| Jahr      | 1962 | 1968 | 1975 | 1982 | 1990 | 1999 | 2006 | 2014 | 2021 |
| Einwohner | 98   | 92   | 77   | 81   | 83   | 98   | 103  | 99   | 100  |

Im Jahr 1831 wurde mit 215 Bewohnern die bisher höchste Einwohnerzahl ermittelt. Die Zahlen basieren auf den Daten von cassini.ehess und INSEE.

## Sehenswürdigkeiten

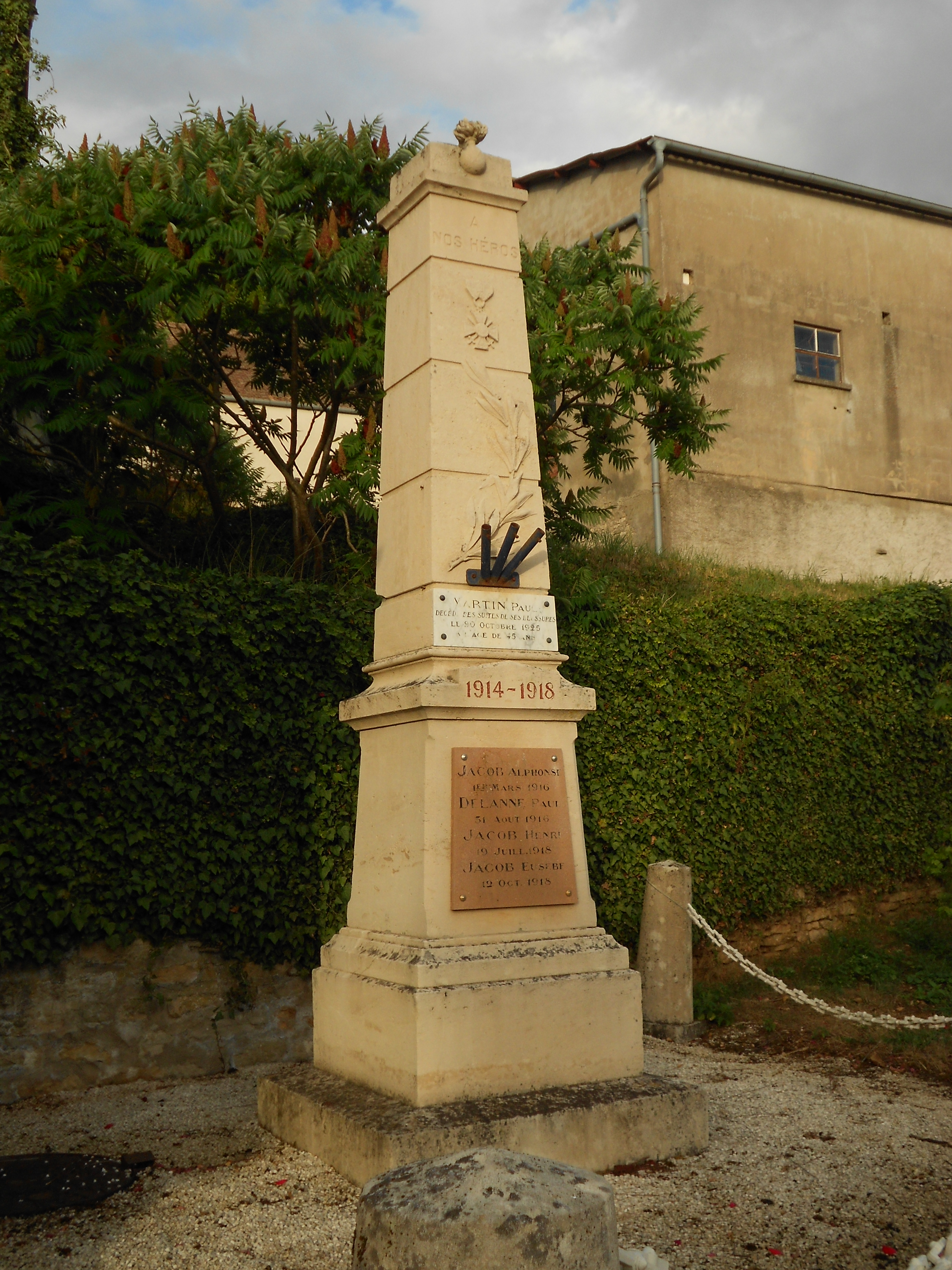
Gefallenendenkmal

- drei ehemalige Waschhäuser (Lavoirs)
- Gefallenendenkmal
- zwei Wegkreuze

In Orcevaux gibt es keine Kirchen und keine Kapellen. Orcevaux gehört zu den 644 französischen Gemeinden mit dem 3-Blumen-Label der Organisation Conseil national des villes et villages fleuris.

Lavoirs in Orcevaux
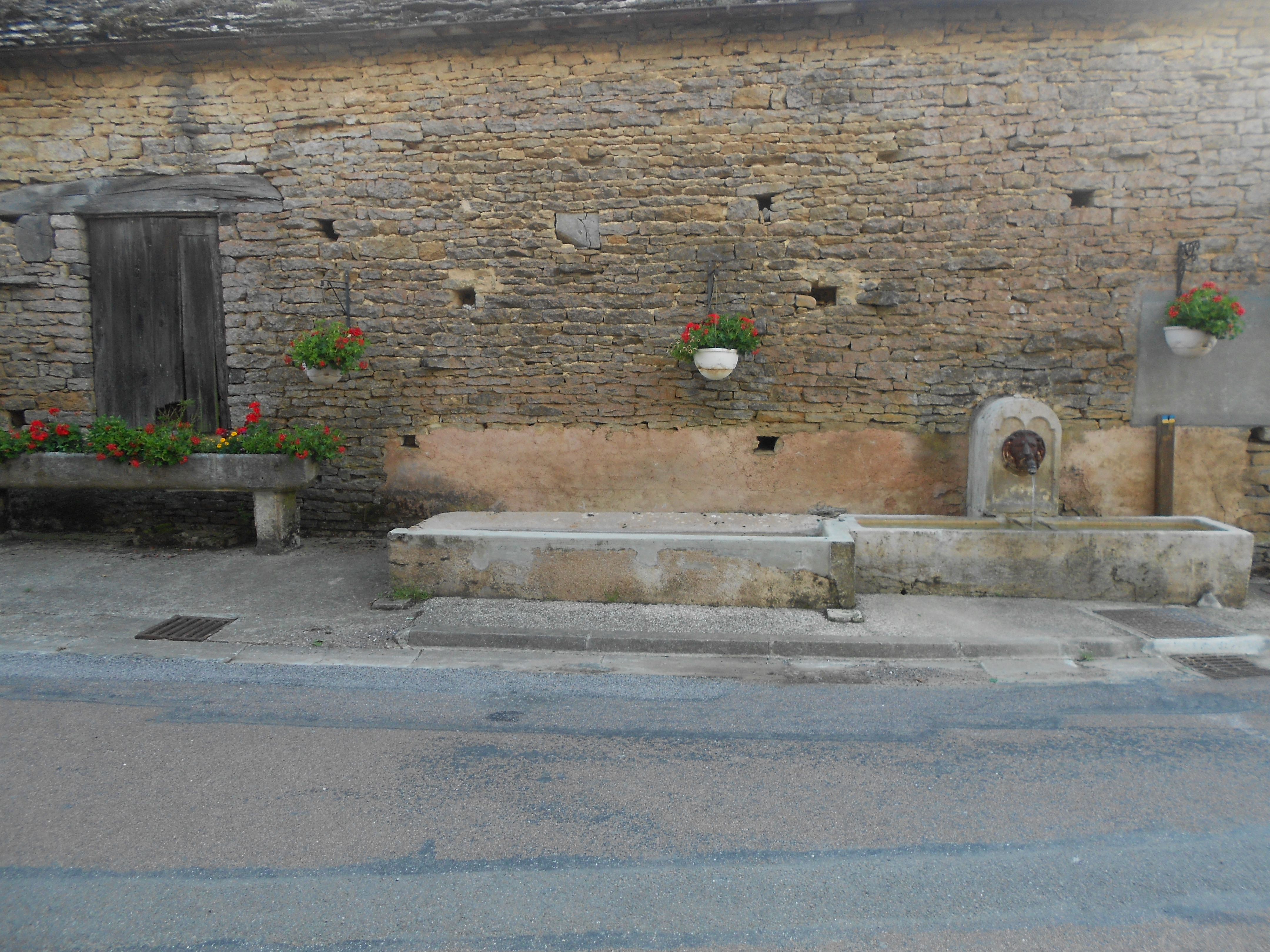
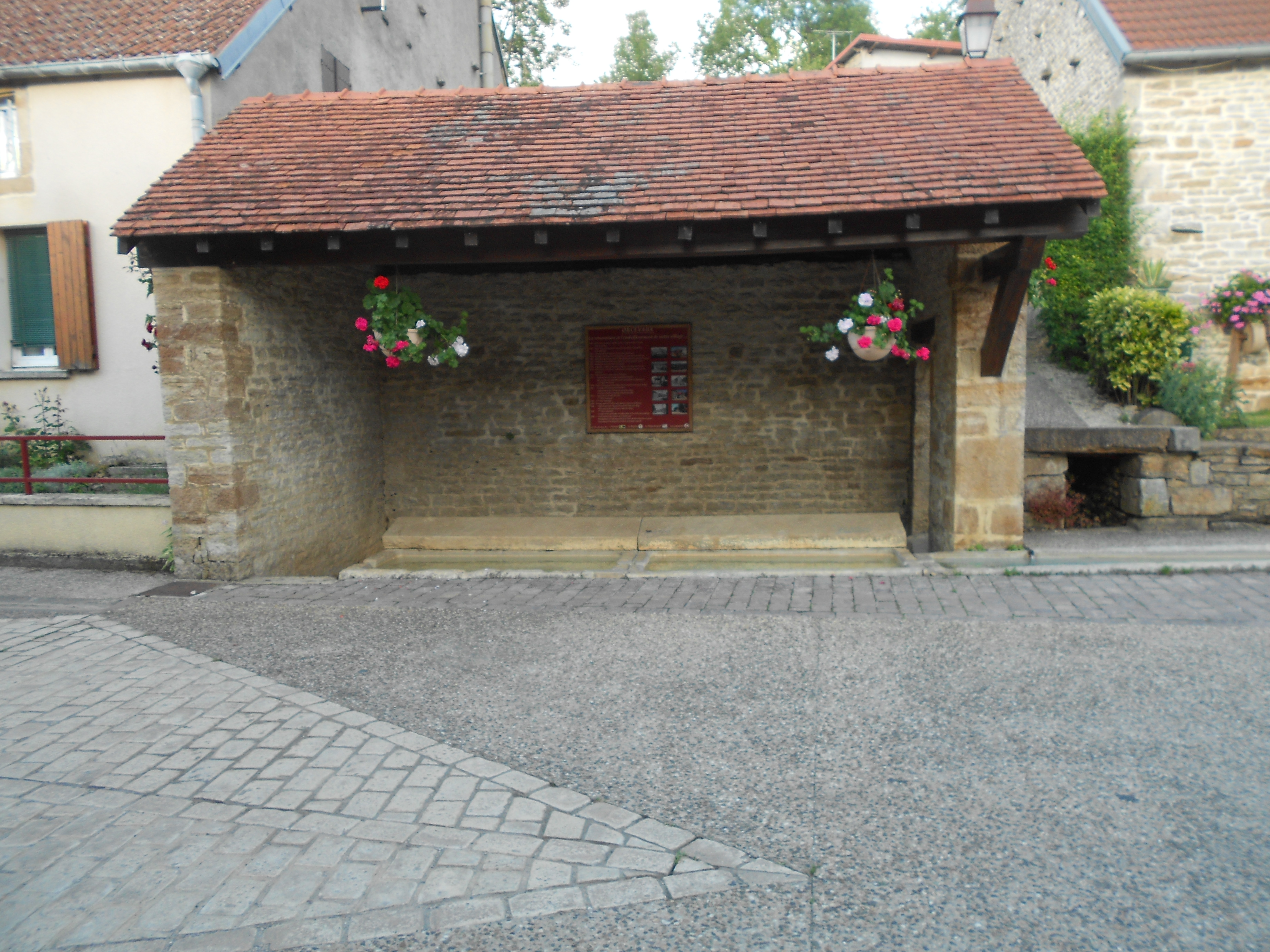
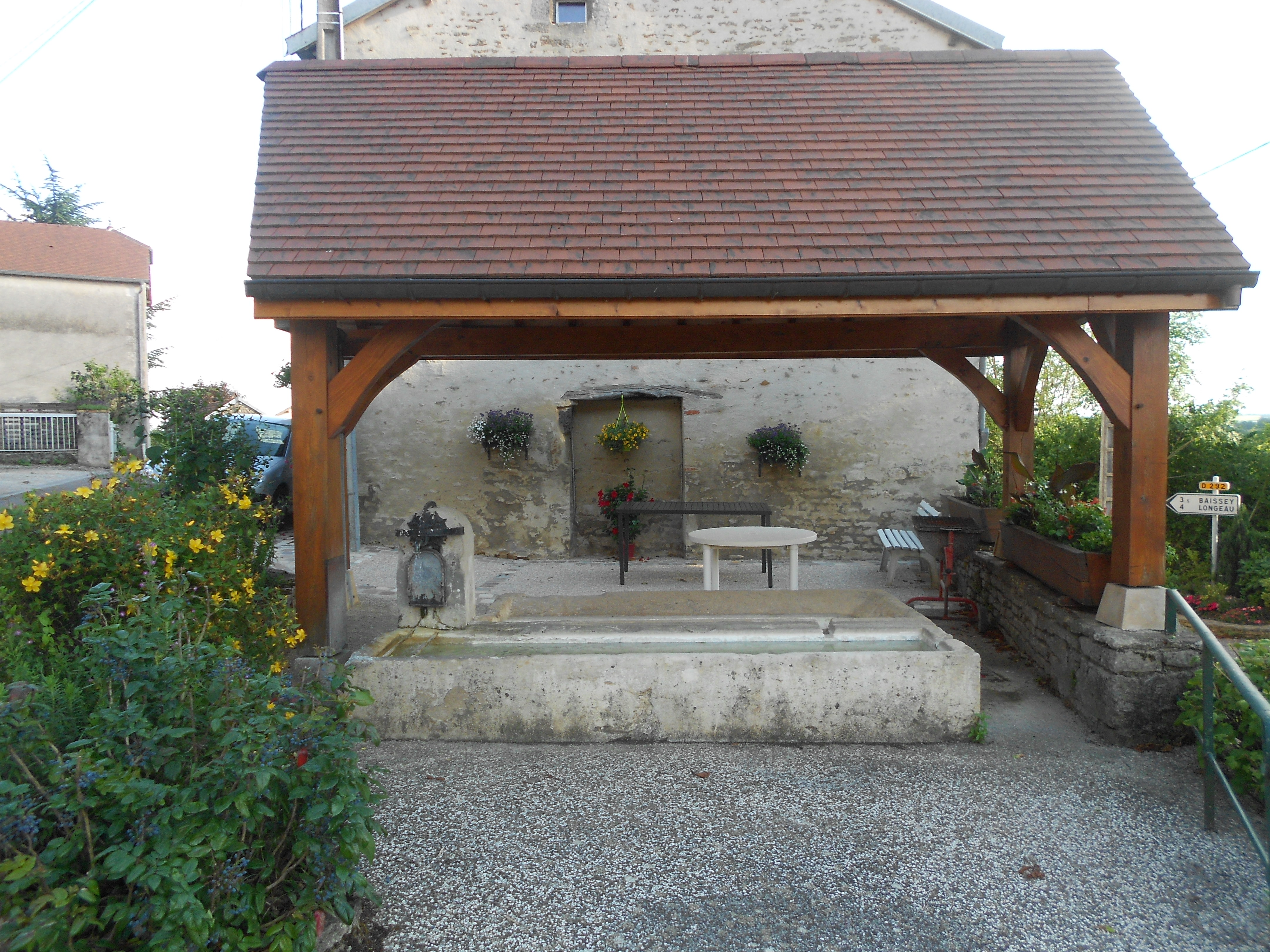

## Wirtschaft und Infrastruktur
In Orcevaux sind drei Landwirtschaftsbetriebe ansässig (Getreide- und Obstanbau, Pferdezucht).
Durch das Gemeindegebiet von Orcevaux verläuft die Fernstraße D 6 von Longeau-Percey zum Anschluss an die Autoroute A 31. Der nächstgelegene Bahnhof befindet sich im 17 Kilometer entfernten Ort Chalindrey an der Bahnstrecke Paris–Mulhouse.

## Belege
1. ↑  Orcevaux auf cassini.ehess
2. ↑  Orcevaux auf INSEE
3. ↑  Landwirtschaftsbetriebe auf annuaire-mairie.fr (französisch)